# Херакъл (Македония)
Вижте пояснителната страница за други личности с името Херакъл.
Херакъл (на старогръцки: Ἡρακλῆς; на латински: Herakles) е извънбрачен син на Александър Македонски и персийската благородничка Барсина, дъщеря на персийския сатрап на Фригия Артабаз II.
Александър се запознава с Барсина, дъщеря на сатрапа на Фригия персиеца Артабаз II през детството си. През 353 г. пр. Хр. Артабаз е избягал в македонския дворец на Пела, след неуспешно въставане против Артаксеркс III. След битката при Иса 333 г. пр. Хр. Барсина заедно с фамилията на Дарий III е под закрилата на Александър и го придружава при неговия поход към източните провинции на Персия.
За женитба не става дума, понеже Александър вече е планувал женитба с принцеса Роксана. Така детето, което тя очаква е извънбрачно. Тогава е на 36 години. Скоро след раждането си Барсина заедно със сина си напуска близостта на Александър и отива да живее в Пергамон. През 323 г. пр. Хр. Роксана ражда Александър IV Македонски.
През 309 г. пр. Хр. Касандър нарежда убийството на Александър IV Македонски и Роксана. Тогава Полиперхон, регент на Македония, но свален от Касандър, се опитва да постави 18-годишния Херакъл на трона на Македония и заедно с него и 20.000 войска отива на границата на Македония. Тогава Касандър преговаря с Полисперхон и го прави управител на Пелопонес. След това по разпореждане на Полиперхон, по заповед на Касандър, Херакъл заедно с майка му са удавени. След това не останал наследник и продължител на Македонската царска династия повече от 400 години.